# 帕特雷克斯菲厄澤
帕特雷克斯菲厄澤是冰島西峽灣區韦斯特比格兹市镇内的城鎮，位於該國西北部，主要經濟活動是漁業、魚品加工業和服務業，2023年人口788。

## 外部連結

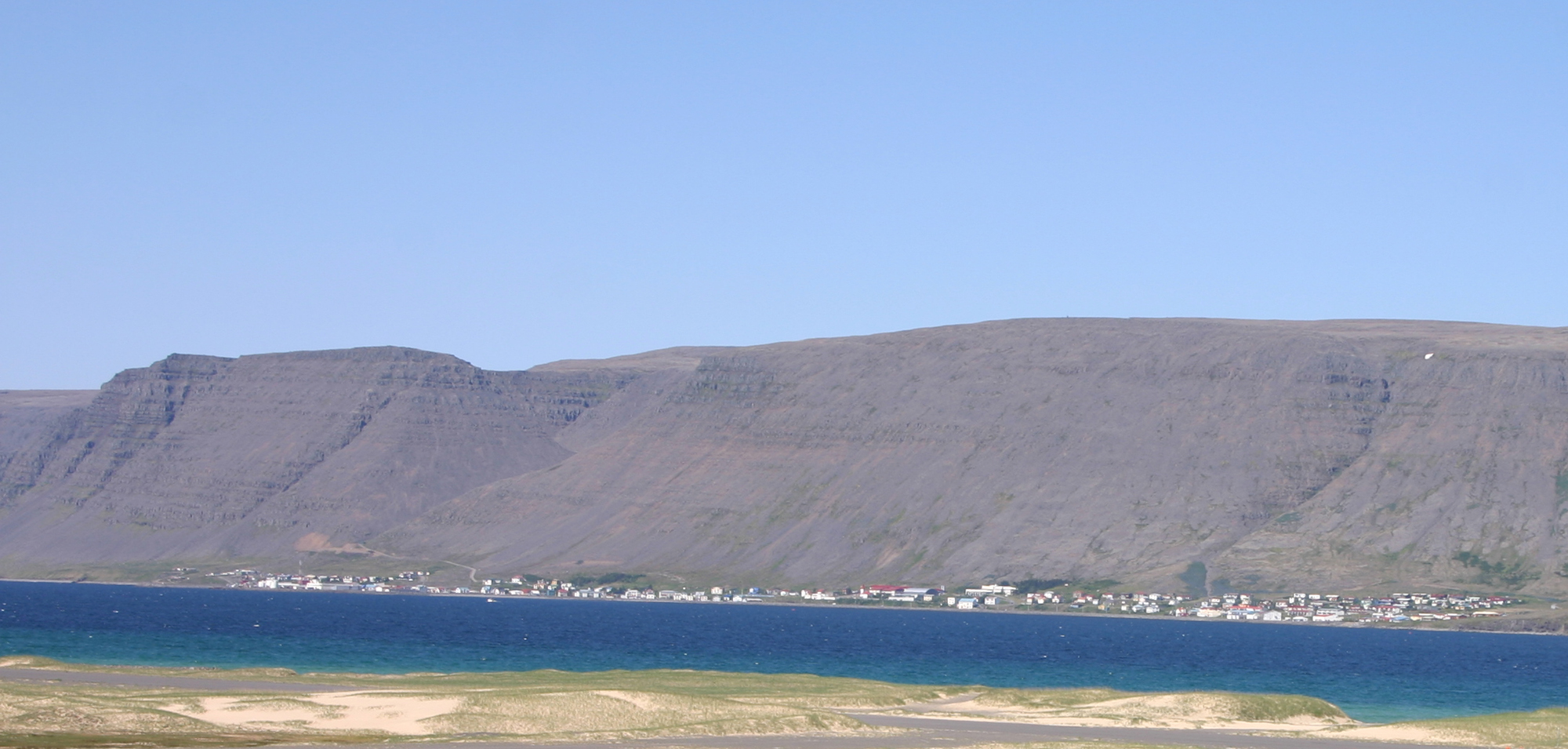
2008年6月时的帕特雷克斯菲厄澤

- Vox - Good old Patreksfjörður
- Hit Iceland （页面存档备份，存于） （英文）

65°35′N 24°00′W / 65.583°N 24.000°W